# Велько Мілосавлєвич
Велько Мілосавлєвич (серб. Вељко Милосављевић, нар. 28 червня 2007, Пожареваць, Сербія) — сербський футболіст, захисник столичного клубу «Црвена Звезда».

## Ігрова кар'єра

### Клубна
Велько Мілосавлєвич є вихованцем клубної академії столичної «Црвена Звезда». Першу гру в основі команди Мілосавлєвич провів 18 жовтня 2023 року у кубковому матчі. У вересні 2024 року футболіст підписав з клубом перший професійний контраткт терміном до 2027 року.
Сезон 2024/25 Велько провів, граючи в оренді в белградському клубі «Графичар» в Першій лізі Сербії. Після повернення до «Црвени Звезди» Мілосавлєвич дебютував у першій команді в матчах чемпіонату Сербії.

### Збірна
З 2022 року Велько Мілосавлєвич виступає за юнацькі збірні Сербії.

## Досягнення
«Црвена Звезда»
- Чемпіон Сербії: 2023–24
- Володар Кубка Сербії: 2023–24, 2024–25